# Amblyscarta obscura
Amblyscarta obscura är en insektsart som beskrevs av Young 1977. Amblyscarta obscura ingår i släktet Amblyscarta och familjen dvärgstritar. Inga underarter finns listade i Catalogue of Life.